# Horologium Oscillatorium

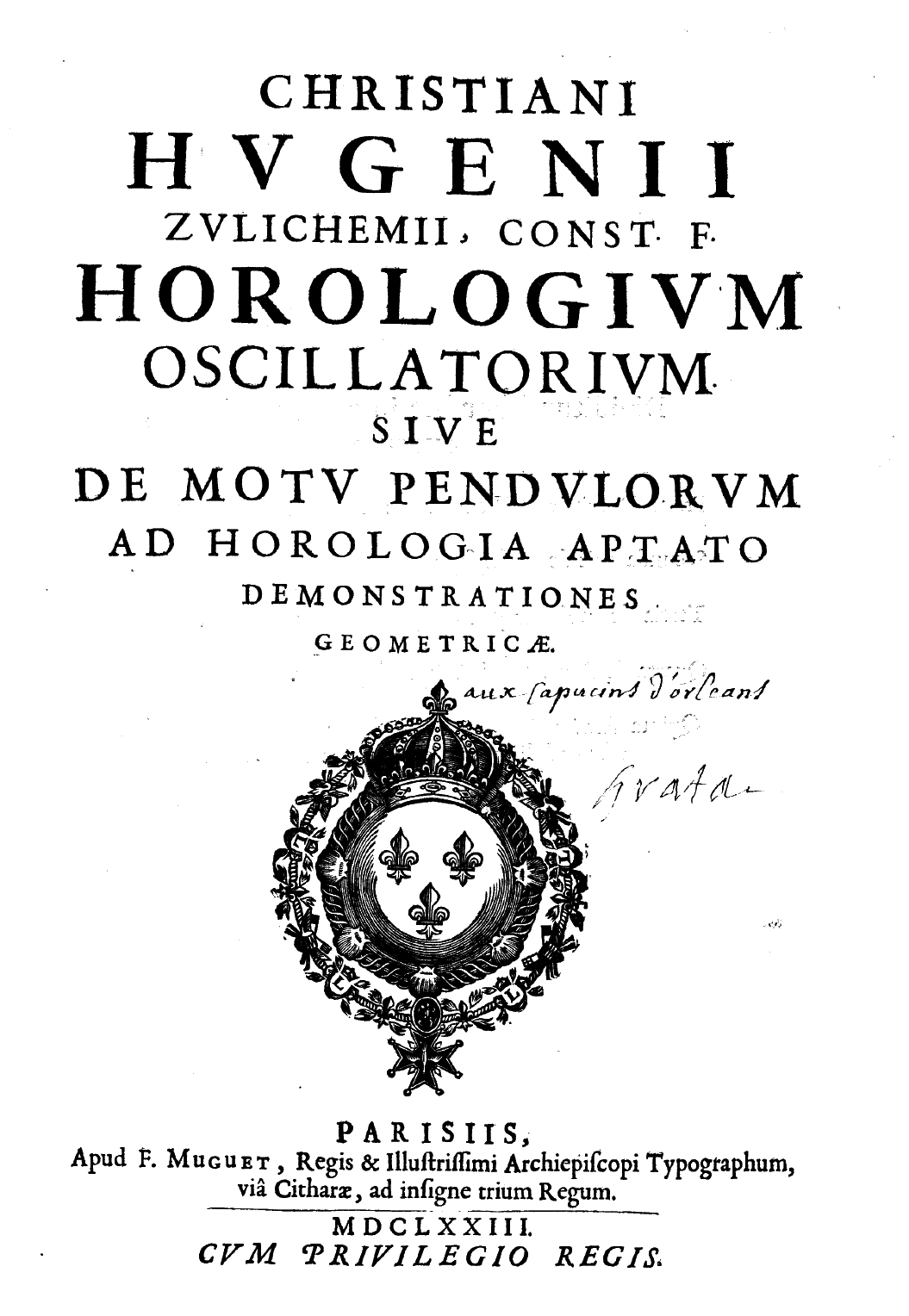
Horologium oscillatorium sive de motu pendulorum, 1673.

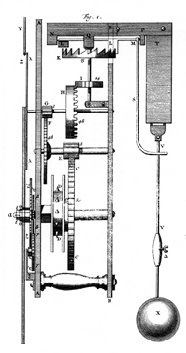
Ilustração do relógio de pêndulo experimental de Huygens, em 1673, do Horologium Oscillatorium. Huygens colocou "bochechas" metálicas em forma de cicloide em ambos os lados da corda do pêndulo, para forçá-lo a se mover em um caminho cicloide, para aumentar a precisão.

Horologium Oscillatorium: sive de motu pendulorum ad horologia aptato demonstrationes geometricae (em latim para "O relógio de pêndulo: ou demonstrações geométricas relativas ao movimento da pêndula aplicada a relógios") é um livro publicado por Christiaan Huygens em 1673; é seu trabalho principal sobre pêndulos e horologia. Este trabalho é considerado uma das obras fundamentais mais importantes realizados em mecânica no século XVII, sendo os outros dois os Discursos de Galileu e as Demonstrações Matemáticas Relativas a Duas Novas Ciências (1638) e a Philosophiæ Naturalis Principia Mathematica de Isaac Newton (1687).
O livro é dividido em cinco partes, onde a primeira parte contém as descrições dos designs dos relógios, enquanto o restante do livro é dedicado à análise do movimento do pêndulo e à teoria das curvas. Na segunda parte do livro, Huygens expõe três hipóteses sobre o movimento dos corpos. Eles são essencialmente a lei da inércia e a lei da composição do movimento. Ele usa essas três regras para derivar o estudo original de Galileu sobre queda de corpos, com base em uma estrutura lógica mais clara. Ele então estuda a queda restrita, obtendo a solução para o problema da curva tautôcronica, dada por uma curva cicloide e não um círculo, como Galileu havia concebido. Na terceira parte do livro, ele descreve a teoria da evolução e retificação de curvas. A quarta parte do livro trata do estudo do centro de oscilação. As derivações de proposições nesta parte são baseadas em uma única suposição: que o centro de gravidade de objetos pesados não pode se elevar, o que Huygens usou como um princípio de trabalho virtual. No processo, Huygens obteve soluções para problemas dinâmicos, como o período de um pêndulo oscilante, bem como um pêndulo composto, centro de oscilação e sua intercambiabilidade com o ponto de articulação e o conceito de momento de inércia. A última parte do livro apresenta proposições a respeito de corpos em movimento circular uniforme, sem prova, e declara as leis da força centrífuga para o movimento circular uniforme.
O livro também é conhecido por sua dedicação estranha a Luís XIV. O aparecimento do livro em 1673 era uma questão política, pois na época a Holanda estava em guerra com a França; Huygens estava ansioso para mostrar sua lealdade ao seu patrono, o que pode ser visto na dedicação obsequiosa a Luís XIV.